# Canton de Sainte-Marie-1-Nord
Pour les articles homonymes, voir Canton de Sainte-Marie.
Le canton de Sainte-Marie-1-Nord était une division administrative française située dans le département et la région de la Martinique.

## Histoire
En Martinique, le canton de Sainte-Marie-1-Nord était, avec le canton de Sainte-Marie-2-Sud, l'un des deux cantons créés en 1985, en remplacement du canton de Sainte-Marie.
À la suite des élections territoriales de décembre 2015 concernant la collectivité territoriale unique de Martinique, le conseil régional et le conseil général sont remplacés par l'assemblée de Martinique. De fait, les cantons disparaissent.

## Géographie
Dépendant de l'arrondissement de La Trinité, le canton de Sainte-Marie-1-Nord était l'un des deux cantons correspondant à une partie de la commune de Sainte-Marie.

## Administration
| Période | Période           | Identité         | Étiquette | Qualité                              |
| ------- | ----------------- | ---------------- | --------- | ------------------------------------ |
| 1985    | 1986 (annulation) | Joseph Catherine | RPR       |                                      |
| 1987    | 2004              | Guy Renard       | DVG       |                                      |
| 2004    | 2011              | Fred Lordinot    | PPM       | Gérant de société                    |
| 2011    | décembre 2015     | Éric Courset     | App. RDM  | Conseiller municipal de Sainte-Marie |

## Composition
Le canton de Sainte-Marie-1-Nord se composait uniquement d'une partie de la commune de Sainte-Marie et comptait 7 017 habitants (population municipale) au 1er janvier 2012,.

## Démographie
| 1990 | 1999  | 2006  | 2009  | 2012  |
| ---- | ----- | ----- | ----- | ----- |
| -    | 8 439 | 7 793 | 7 384 | 7 017 |